# Karben
Karben település Németországban, Hessen tartományban. Lakosainak száma 23 253 fő (2023. december 31.). Karben Bad Vilbel, Rosbach v.d. Höhe és Wöllstadt községekkel határos.

## Népesség
A település népességének változása:
| Lakosok száma | 22 049 | 22 127 | 22 562 | 22 843 | 23 172 | 23 253 |
|               | 2017   | 2019   | 2020   | 2021   | 2022   | 2023   |